# 2008-as amerikai elnökválasztás
A 2008-as amerikai elnökválasztást az érvényes jogszabályoknak megfelelően 2008. november 4-én, kedden rendezték meg. Az előírások szerint aznap az egyes államok és egyéb területek lakói megválasztották az elektori kollégium tagjait. A választást nagy fölénnyel a Demokrata Párt jelöltje, Barack Obama nyerte, a republikánus párti John McCainnel szemben. Obama személyében az Egyesült Államok első afroamerikai származású elnökét választották meg. Alelnöke Joe Biden lett.
Az ország kongresszusának nagy hányadát – a képviselőház 435 és a szenátus 34 tagját – is ekkor választották meg.

## Jelöltek

### A Demokrata Párt elnökjelöltje

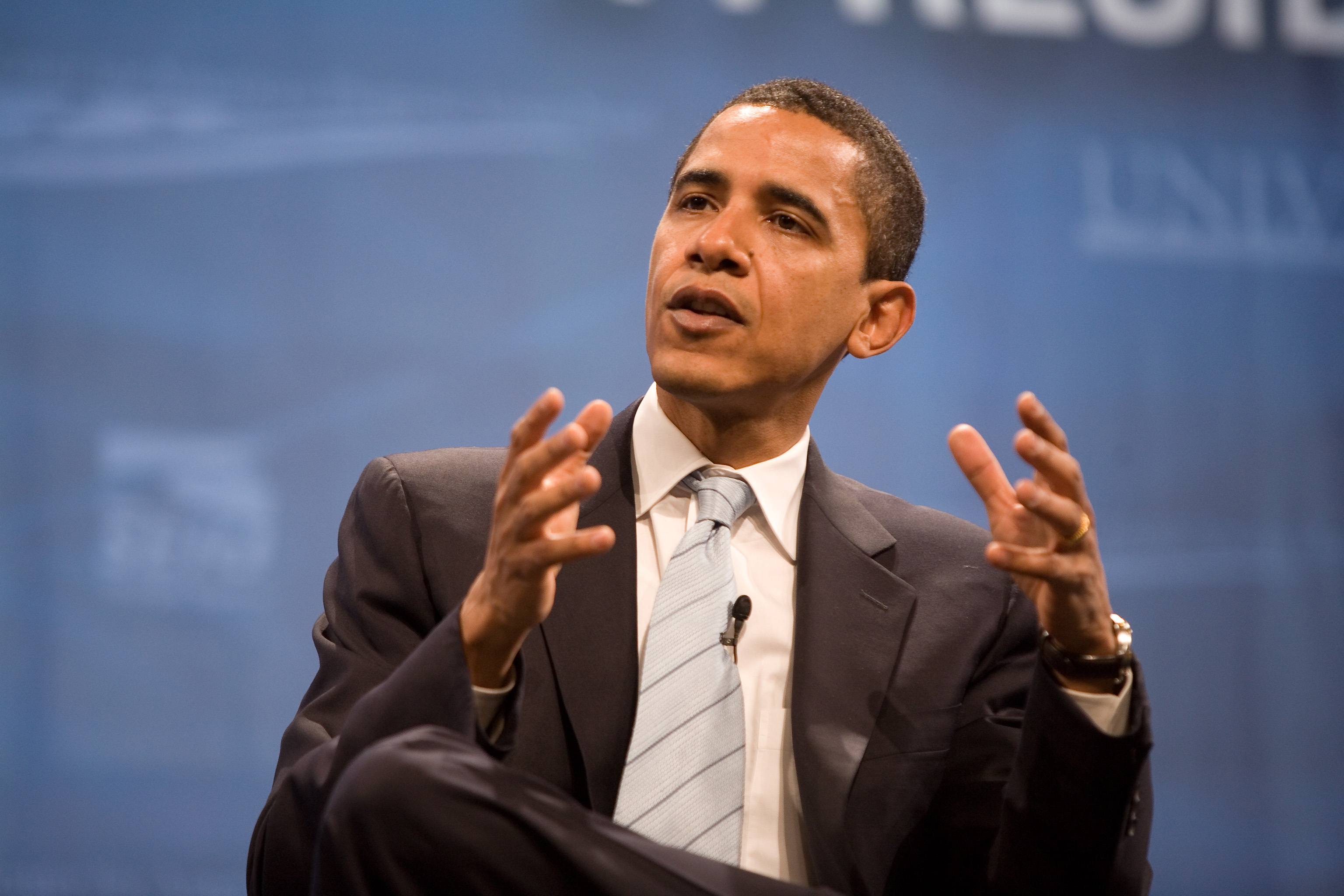
Barack Obama, Illinois szenátora

Barack Obama az előválasztások során csak lassan tudta a többi jelöltet maga mögé utasítani. Különösen hosszú és éles, a személyeskedéstől sem mentes verseny folyt közte és Hillary Clinton között a demokrata párti elnökjelöltség elnyeréséért. Támogatói John Fitzgerald Kennedy elnökhöz hasonlították viszonylag fiatal kora és változásokat igérő politikája miatt.
Obama alelnökjelöltje Joe Biden.

#### Visszaléptek

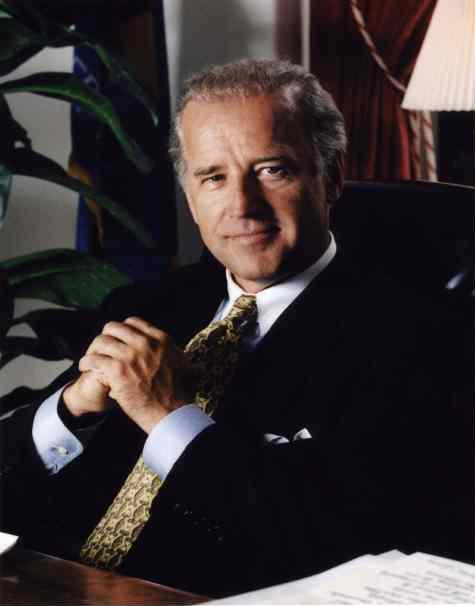
Joe Biden delaware-i szenátor, alelnökjelölt
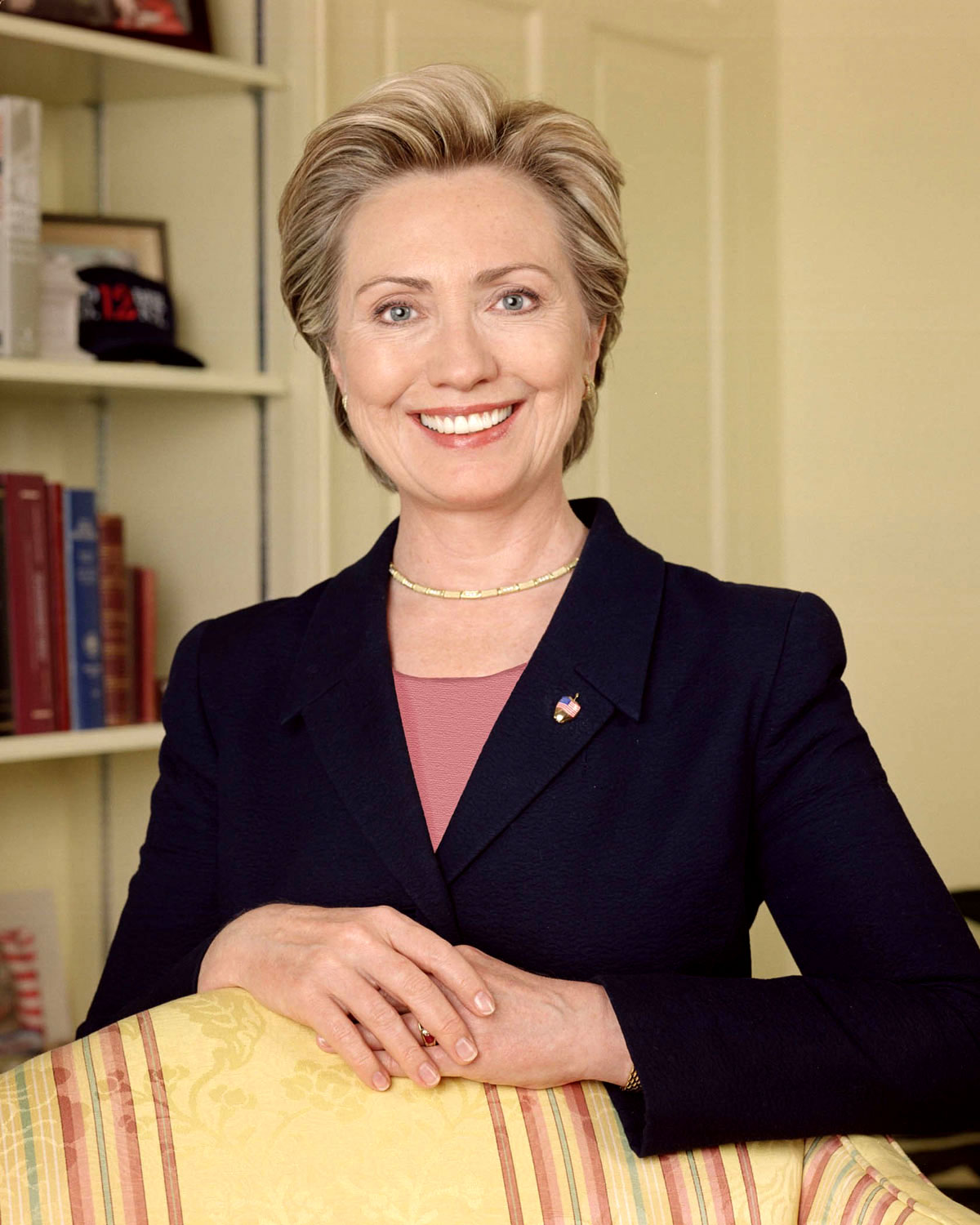
Hillary Clinton volt first lady és New York állam szenátora
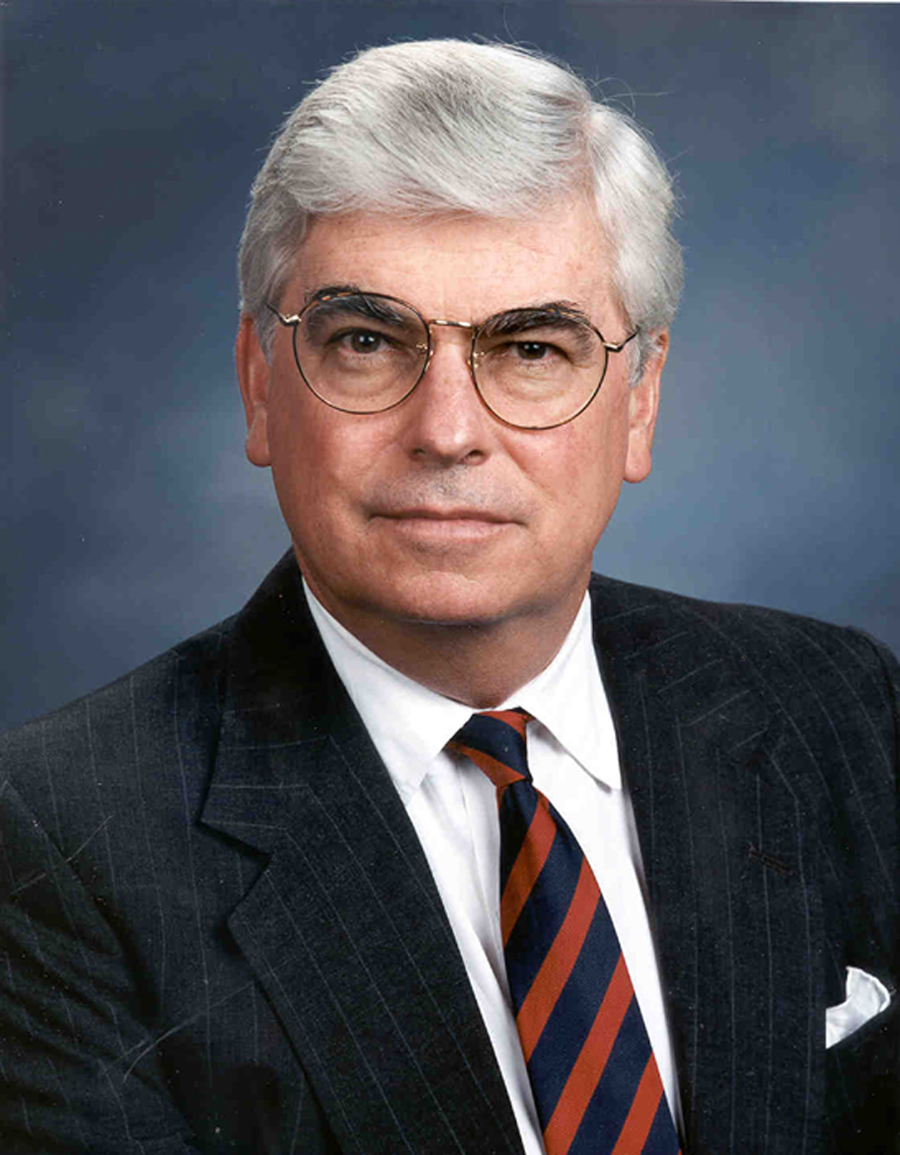
Christopher Dodd connecticuti szenátor
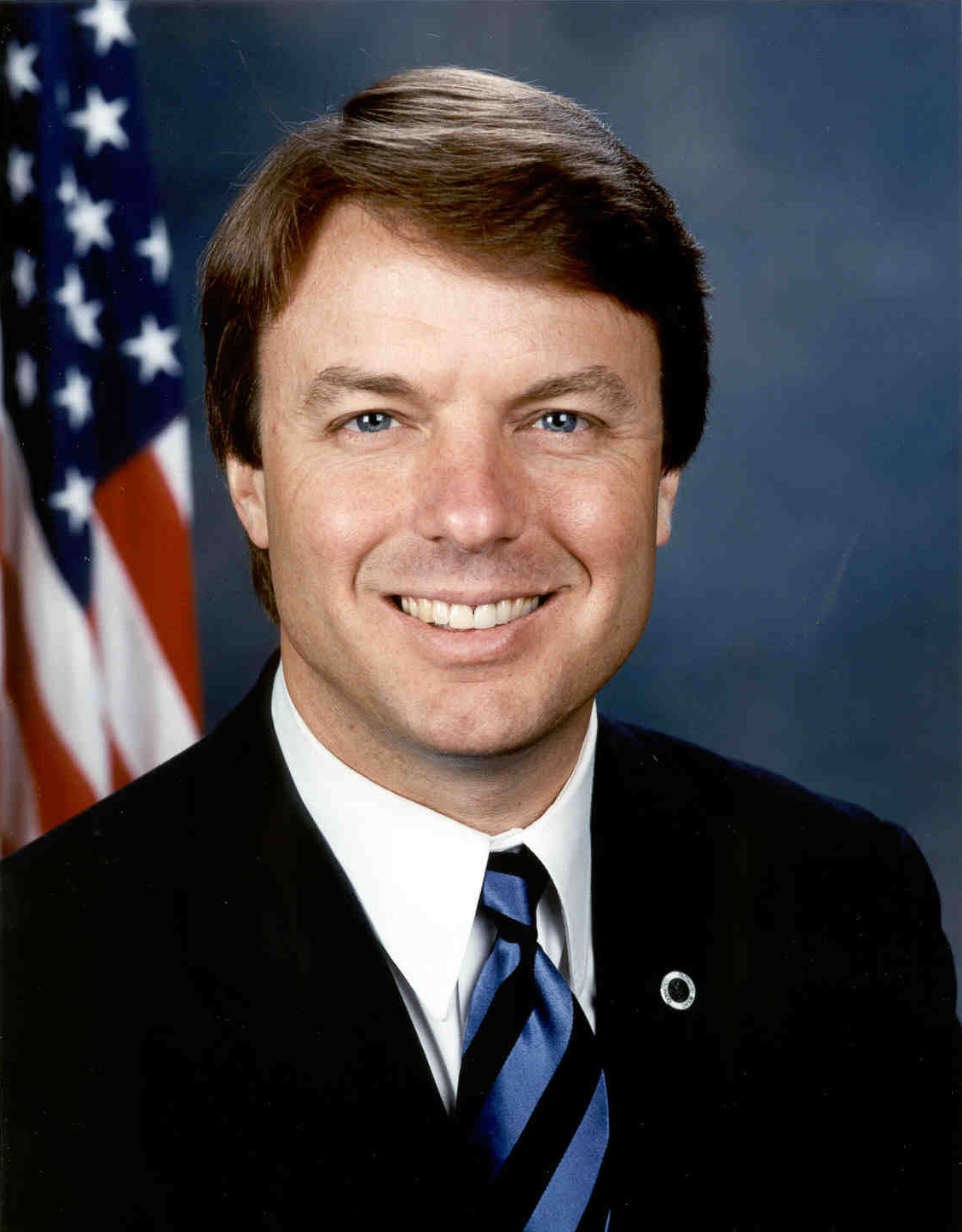
John Edwards korábbi észak-karolinai szenátor
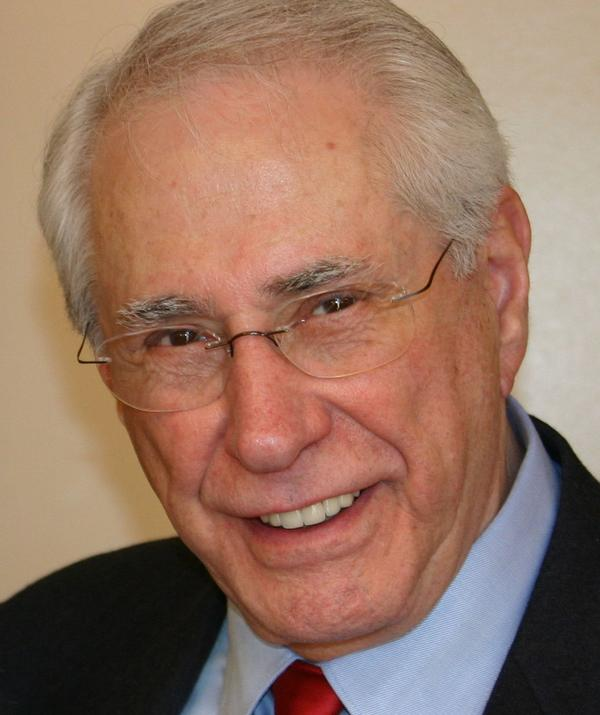
Mike Gravel, Alaszka volt szenátora
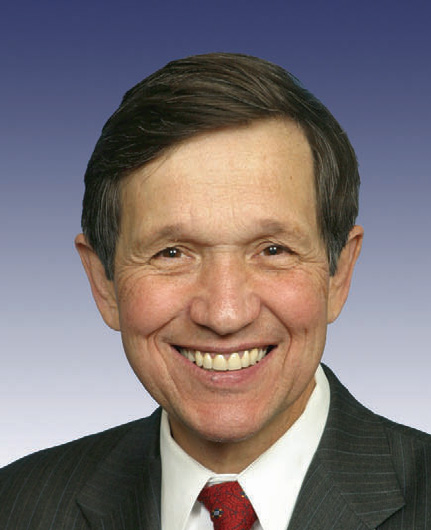
Dennis Kucinich ohiói képviselő
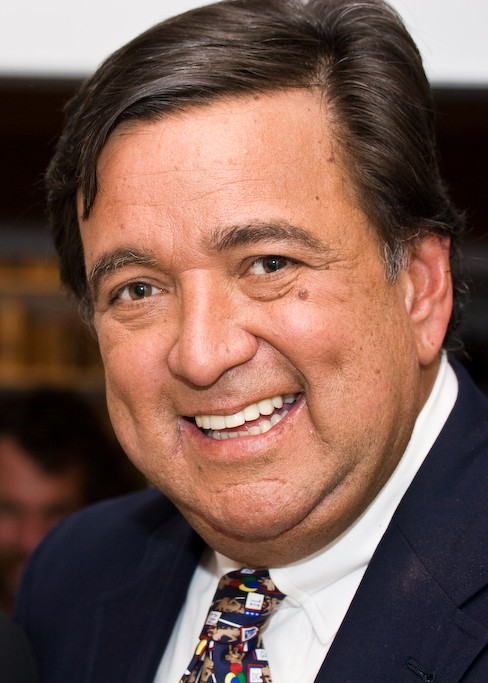
Bill Richardson, Új-Mexikó kormányzója

### A Republikánus Párt elnökjelöltje

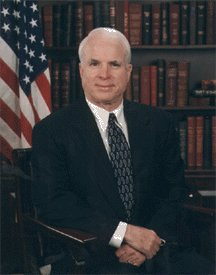
John McCain arizonai szenátor

#### Visszaléptek

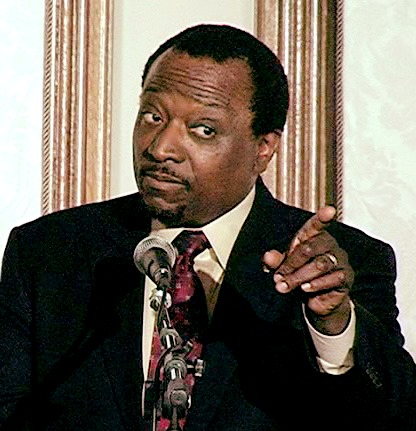
Alan Keyes, az ENSZ Gazdasági és Szociális Tanácsának volt nagykövete
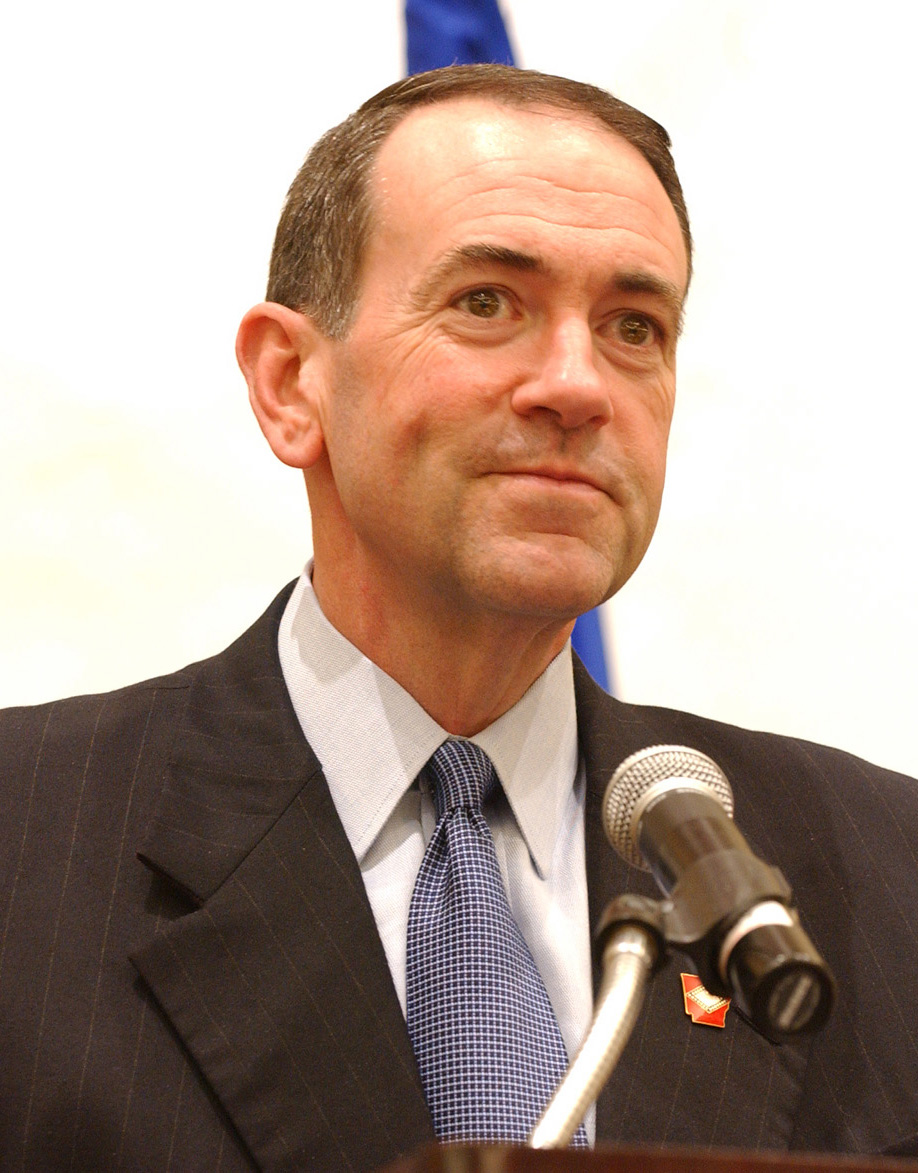
Mike Huckabee, Arkansas állam volt kormányzója
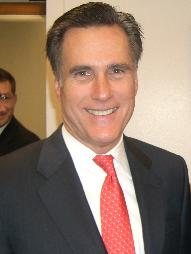
Mitt Romney, Massachusetts korábbi kormányzója
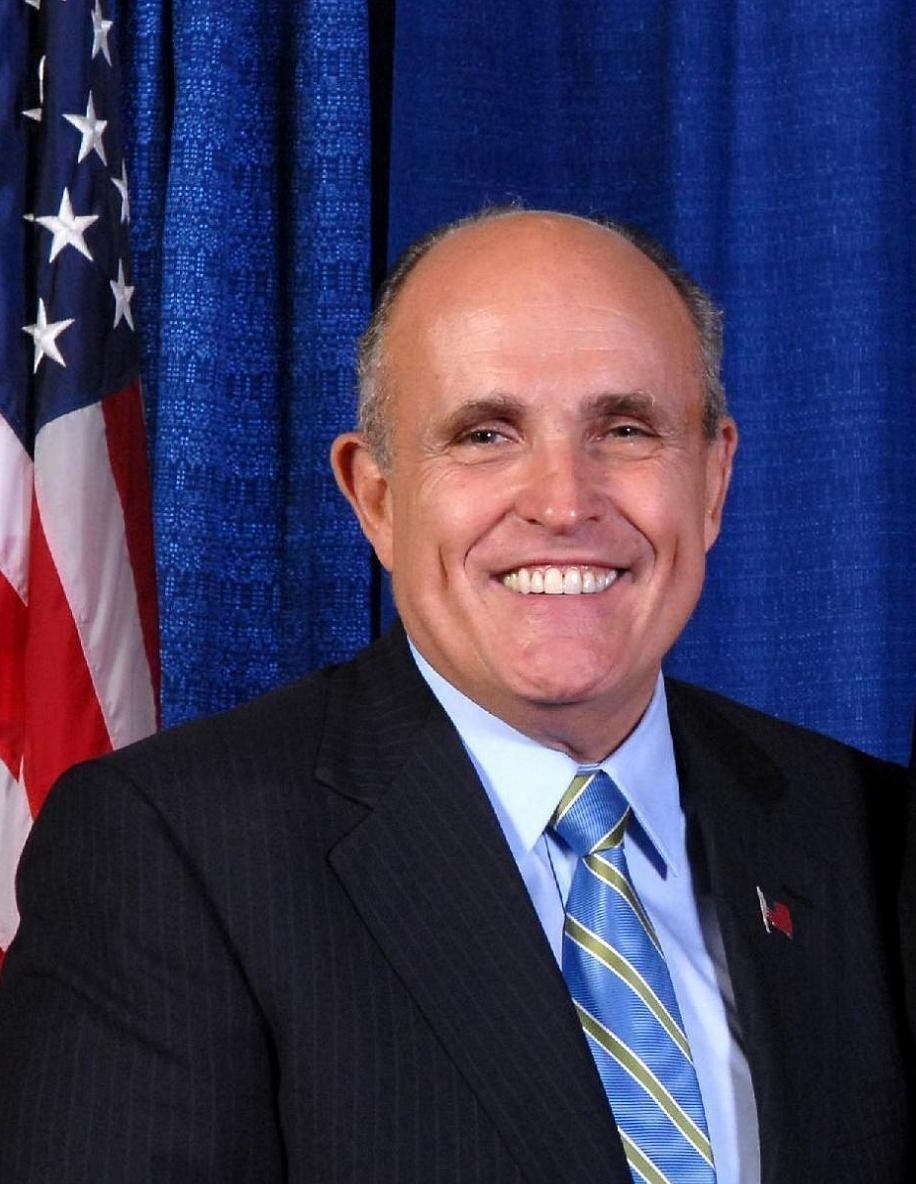
Rudy Giuliani, New York korábbi polgármestere
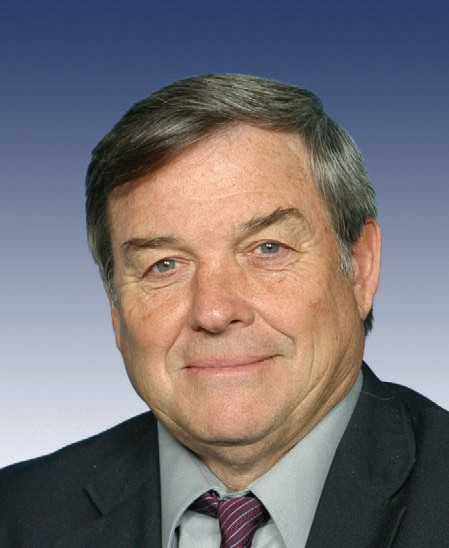
Duncan Hunter kaliforniai képviselő
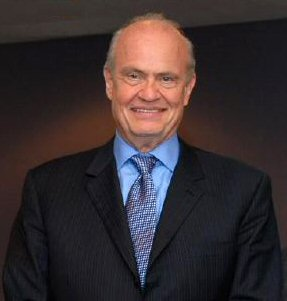
Fred Thompson, Tennessee volt szenátora
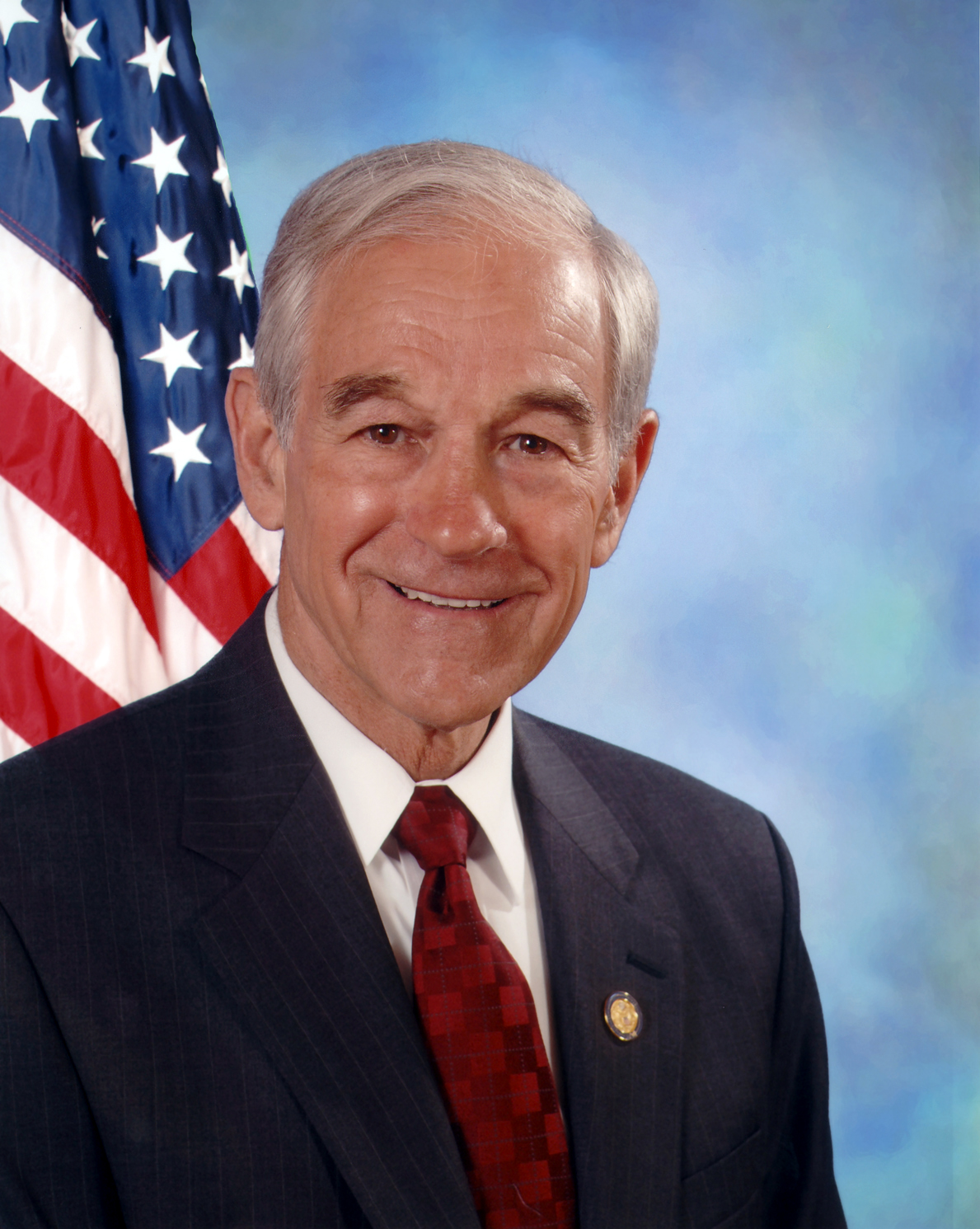
Ron Paul texasi képviselő

### További elnökjelöltek

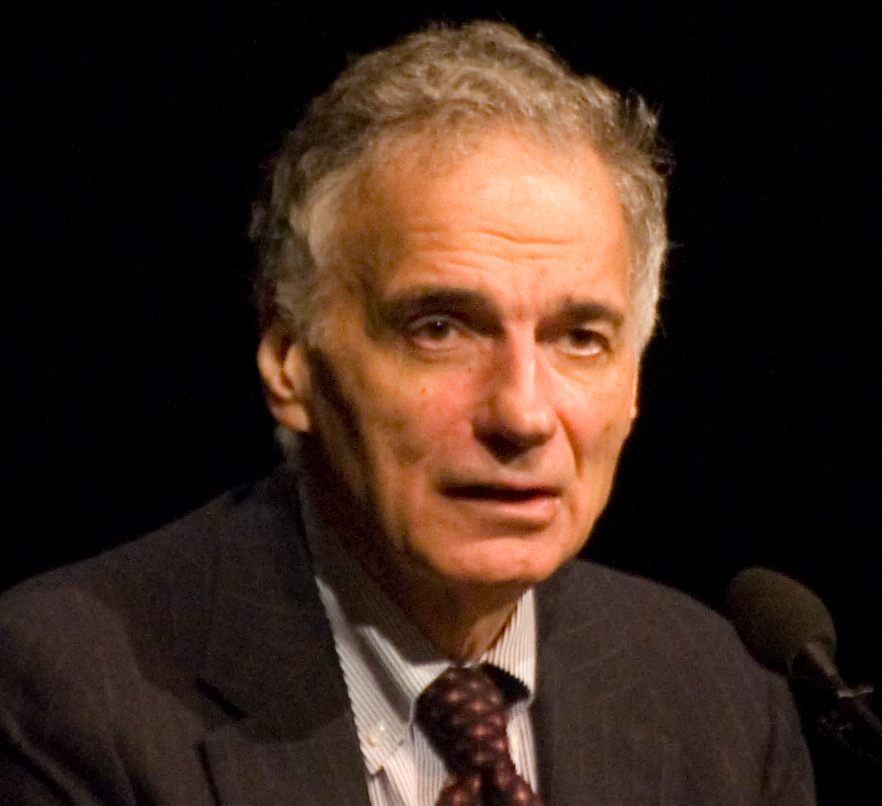
Ralph Nader (független)
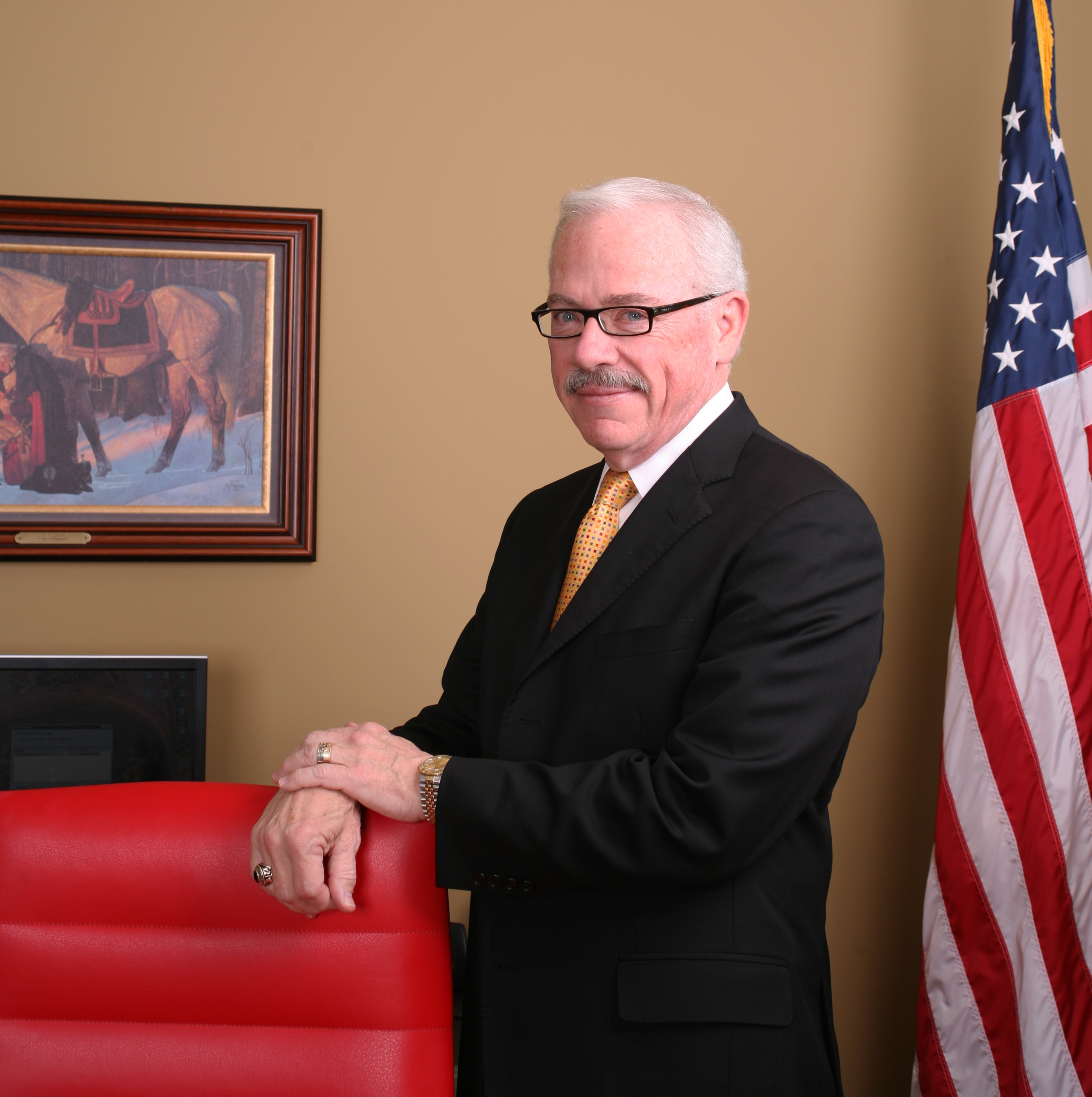
Bob Barr (Libertariánus Párt)

Fentieken kívül még több mint harminc, valamelyik kisebb párt által támogatott vagy független jelölt indult a választáson.

## Kampány

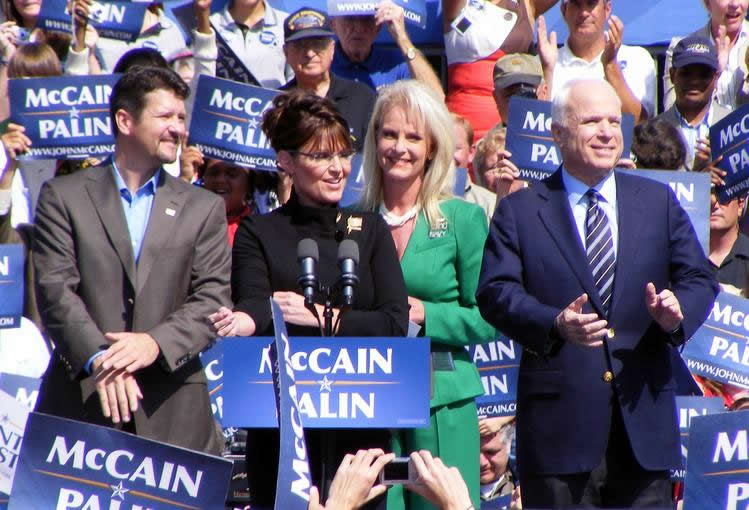
John McCain és Sarah Palin házastársaikkal közösen egy republikánus kampányrendezvényen

2008 nyarán még úgy tűnt, hogy külpolitikai kérdések kerülnek a választási kampány középpontjába (pl. az iraki háború), de azután 2008 októberében az amerikai jelzáloghitel-válság vált a legfőbb témává. (A gazdasági kérdések választási tematizálása hagyományosan a demokratáknak kedvez.) George W. Bush elnök óriási népszerűtlensége McCaint olyan nagy hátrányba hozta, amit Sarah Palin alelnöki jelölése is csak ideig-óráig tudott kompenzálni. A republikánusok nem tematizálták a faji kérdést a kampány során, noha az nyilvánvalóan előnyös lehetett volna a számukra.

## Közvélemény-kutatási adatok
Az Obamára vagy McCainre való szavazási hajlandóság tagállamok szerint és a potenciálisan elnyert elektori szavazatok száma a megelőző egy hónap amerikai közvélemény-kutatási eredményeiből számított átlag alapján
(forrás, legutóbb frissítve: 2008. október 27.):
| \| \| \| \| Földrajzi térkép \| A tagállamok elektorainak száma szerint arányosított területű térkép \| |                                                                      |                        |                                          |                        |                             |                                |
| Biztos Obama + 10% fölött 255                                                                           | Valószínű Obama + 5–10% 41                                           | Obama előnye + 1–5% 78 | Billegő állam a különbség 1%-on belül 14 | McCain előnye + 1–5% 3 | Valószínű McCain + 5–10% 33 | Biztos McCain + 10% fölött 124 |
| Ekkor összesen:                                                                                         |                                                                      |                        |                                          |                        |                             |                                |
| Obama 364 elektori szavazatra volt esélyes. McCain 160 elektori szavazatra volt esélyes.                |                                                                      |                        |                                          |                        |                             |                                |
| Obama vs. McCain (földrajzi térkép)                                                                     | Obama vs. McCain (elektorarányos térkép)                             |                        |                                          |                        |                             |                                |
| Földrajzi térkép                                                                                        | A tagállamok elektorainak száma szerint arányosított területű térkép |                        |                                          |                        |                             |                                |

## Hivatalos végeredmény
Az adatok 100%-os feldolgozottsága mellett.

### Országos összesítés
| Név (elnökjelölt / alelnökjelölt) | Párt               | Szavazatok  | Szavazatok | Elektorok száma |
| Név (elnökjelölt / alelnökjelölt) | Párt               | száma       | százalék   | Elektorok száma |
| --------------------------------- | ------------------ | ----------- | ---------- | --------------- |
| Barack Obama / Joe Biden          | Demokrata Párt     | 69 456 897  | 52,9       | 365             |
| John McCain / Sarah Palin         | Republikánus Párt  | 59 934 814  | 45,7       | 173             |
| Ralph Nader / Matt González       | független          | 736 804     | 0,56       | 0               |
| Bob Barr / Wayne Allyn Root       | Libertariánus Párt | 524 524     | 0,4        | 0               |
| Egyéb                             | Egyéb              | 584 564     | 0,33       | 0               |
| Összesen                          | Összesen           | 131 637 407 | 100        | 538             |

### Elnyert elektori szavazatok tagállamok szerint
|  |  |

| Barack Obama nyert | John McCain nyert |

Billegő államok: a két jelölt eredménye között legfeljebb 6 százalékpont különbség volt

Obama számos olyan vidéki megyében nyert vagy ért el legalábbis jelentősen jobb eredményt, ahol John Kerry 2004-ben veszített, és így meg tudott fordítani olyan hagyományosan republikánus tagállamokat is, mint Indiana, Ohio, Iowa és Nevada. A republikánusok számára kedvezőtlen hosszú távú hatás is megmutatkozott a választásokon: több ingadozó állam látszott stabilan átállni a demokratákhoz (Új-Mexikó, Colorado, Iowa, Oregon), míg több republikánus államból is ingadozó állam lett (Virginia, Nevada, Észak-Karolina, Montana és nem utolsósorban McCain szűkebb pátriája, Arizona).

### További statisztikák
Választási térkép:

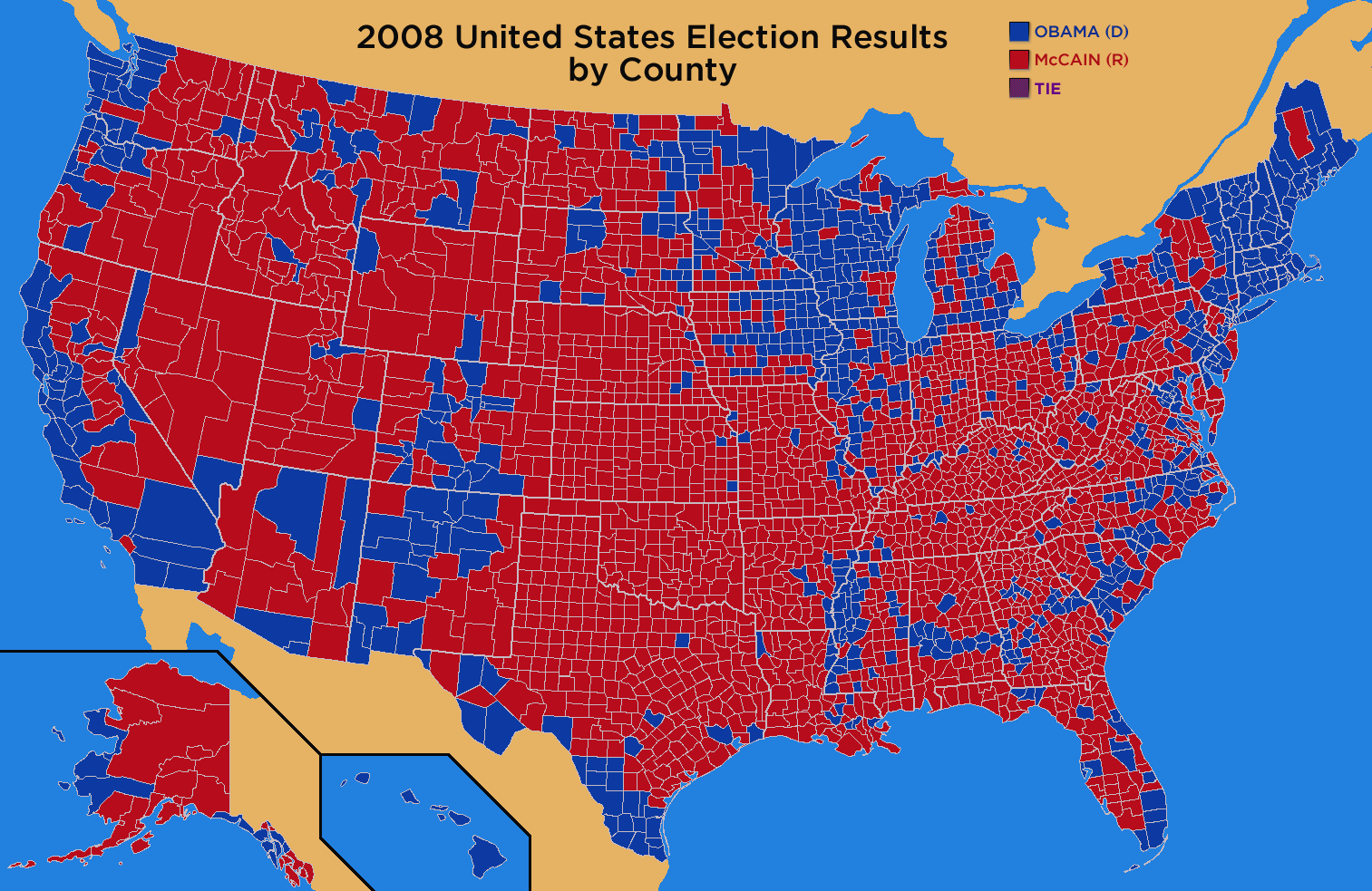
A 2008-as amerikai elnökválasztás eredménye megyék (County) szerint:

Szociológiai csoportok szerinti szavazati arányok:
| Obama | Más | McCain |

| 49 | 3 | 48 |

| 56 | 1 | 43 |

| 43 | 2 | 55 |

| 95 | 1 | 4 |

| 67 | 2 | 31 |

| 62 | 3 | 35 |

| 66 | 2 | 32 |

| 52 | 2 | 46 |

| 49 | 2 | 49 |

| 47 | 2 | 51 |

| 63 | 2 | 35 |

| 52 | 2 | 46 |

| 51 | 2 | 47 |

| 53 | 2 | 45 |

| 69 | 1 | 30 |

| 45 | 1 | 54 |

| 54 | 1 | 45 |

| 78 | 1 | 21 |

| 43 | 2 | 55 |

| 70 | 2 | 28 |

| 59 | 2 | 39 |

| 50 | 2 | 48 |

| 45 | 2 | 53 |

| 45 | 2 | 53 |